# Trichostetha potbergensis
Trichostetha potbergensis är en skalbaggsart som beskrevs av Holm och Perissinotto 2004. Trichostetha potbergensis ingår i släktet Trichostetha och familjen Cetoniidae. Inga underarter finns listade i Catalogue of Life.